# Марцинувка
Марцинувка (пол. Marcinówka) — село в Польщі, у гміні Скербешів Замойського повіту Люблінського воєводства.
Населення — 22 особи (2011).
У 1975-1998 роках село належало до Замойського воєводства.

## Демографія
Демографічна структура станом на 31 березня 2011 року:
|          | Загалом | Допрацездатний вік | Працездатний вік | Постпрацездатний вік |
| -------- | ------- | ------------------ | ---------------- | -------------------- |
| Чоловіки | 9       | 1                  | 7                | 1                    |
| Жінки    | 13      | 1                  | 5                | 7                    |
| Разом    | 22      | 2                  | 12               | 8                    |